# كريستين ساندبرغ (قاضية)
كريستين ساندبرغ (بالنرويجية البوكمول: Kirsten Sandberg)‏ هي بروفيسورة وقاضية نرويجية، ولدت في 23 أبريل 1954.